# 杜鵑座θ
杜鵑座θ，又名CP-71 20，HD 3112、SAO 255679、HR 139，是杜鵑座的一颗恒星，视星等为6.13，位于銀經305.01，銀緯-45.79，其B1900.0坐标为赤經0h 29m 8.9s，赤緯-71° -45.79′ 4″。